# Račetice
Račetice település Csehországban, Chomutovi járásban. Račetice Vilémov, Veliká Ves, Pětipsy és Libědice településekkel határos. Lakosainak száma 489 fő (2024. január 1.).

## Népesség
A település lakosságának változását az alábbi diagram mutatja:
| Lakosok száma | 253  | 260  | 280  | 129  | 154  | 383  | 399  | 407  | 387  | 489  |
|               | 1869 | 1900 | 1921 | 1961 | 1980 | 2011 | 2016 | 2019 | 2021 | 2024 |